# Santiago Alba Rocha
Santiago Alba Rocha (Juan de Acosta, Atlántico, 6 de octubre de 1956) es un docente, ensayista y poeta colombiano. Gestor cultural, fundador de la Casa de la Cultura "Luis Eduardo Nieto Arteta" de su localidad, es miembro de la Sociedad de Escritores del Caribe Colombiano y de la Sociedad Bolivariana del Atlántico.

## Biografía
Licenciado en ciencias sociales y económicas en la Universidad de Atlántico. Especialista en Sociedad y Cultura Caribe y Magíster en Educación en la Escuela de Postgrados de la Universidad Simón Bolívar, donde se desempeña como profesor en el área de Socio-humanidades.
Ha publicado ensayos y poemas, crónicas y artículos en periódicos y revistas regionales, en los desaparecidos El Nacional y Diario del Caribe, La Libertad y El Heraldo.Ganador en 1988 del Primer Concurso de Poesía Regional Inédita, convocado por La Unión Nacional de Escritores, capítulo Barranquilla.
Publicó en 1997 su primer poemario Cercanías, que al decir del emérito profesor Abel Ávila,"contiene 30 poemas distribuidos en dos secciones que desfilan de manera sutil por sus páginas. Un canto a su aldea, a su litoral, a su música, a la lluvia, a sus conceptos y a la vida, constituye el denominador común de esta maravillosa hilvanada obra. El naturalismo poético, que inventara, antes que Zolà o Vallejo, el cartagenero Manuel María Madiedo, y la reflexión filosófico-poética que disecciona el anticlerical y orador Diogenes Arrieta parecen servir de soporte a la genialísima apreciación disquisitiva de Santiago Alba. Poesía clara y coherente, solidaria y cohecional, invita a degustar el paisaje y la música empotrada en el cielo caribeño y en las olas andariegas de las sinuosas Antillas".

## Obras
- Ensayo: "Razón de ser de la universidad", Revista Gestión Bolivariana, 1998.
- Ensayo: "Trabajo y sociedad", Revista "Perspectiva Social", Universidad Simón Bolívar, 2001.
- Ensayo: "Reflexiones en torno a la ciudad", Revista Dominical de El Heraldo, 2002.
- Ensayo: "Encontrarse de nuevo con Neruda", Revista Dominical de El Heraldo, 2003.
- Ensayo: "Tan caribeños y universales como la ciencia y la libertad", Memoria Gráfica de la Universidad Simón Bolívar, 2004.
- Crónica: "Costumbrismo y Costeñidad en la prosa de José Consuegra Higgins", Revista Desarrollo Indo-americano, 2013.
- Mención en reconocimiento en sus cualidades literarias y a su disciplina en el oficio de Escritor, por la Unión Nacional de Escritores de Colombia, capítulo Barranquilla, 1998.
- Reconocimiento por el apoyo brindado en el desarrollo de la Primera Jornada Científica por el Instituto de Investigaciones de la Universidad Simón Bolívar, 1998.
- Exaltación y reconocimiento a la labor de escritores docentes por la Secretaría de Educación, Cultura y Deporte de Barranquilla, 2001.

- Datos: Q16144958